# Xenoblade Chronicles X
Xenoblade Chronicles X, conocido en Japón como XenobladeX (ゼノブレイドクロス Zenobureido Kurosu?, pronunciado como "Xenoblade Cross"), es un videojuego de rol desarrollado por Monolith Soft y publicado por Nintendo para la consola de videojuegos Wii U. Siendo parte de la serie de videojuegos Xeno, sirve como una secuela espiritual al juego Xenoblade Chronicles para Nintendo Wii. El juego se centra en la personalización de un avatar, quien busca sobrevivir en el Exo-Planeta Mira habitado por criaturas alienígenas "Indígenas" (término utilizado en el juego). Muy similar a su predecesor, el juego tiene un diseño de mundo abierto con un fuerte énfasis en la exploración. La fecha de lanzamiento en Japón fue el 29 de abril de 2015 y en el resto del mundo el 4 de diciembre de 2015.
Una versión remasterizada fue anunciada el 29 de octubre de 2024 para Nintendo Switch, con un lanzamiento previsto el 20 de marzo de 2025 bajo el nombre de Xenoblade Chronicles X Definitive Edition que incluye mejoras gráficas, mejoras en la historia principal y una historia adicional.

## Historia
En el año 2054, dos razas alienígenas, los "Espectros" y los "Ganglion", entran en combate cerca de la Tierra. Al borde de la extinción, la humanidad se ve forzada a escapar en enormes naves capaces de efectuar viaje interestelar. Por desgracia, la mayoría de las naves son destruidas en su huida, aunque algunas consiguen escapar. Tras dos años buscando un planeta en el que establecerse, la nave estadounidense White Whale (Ballena Blanca) es encontrada y atacada por una de las razas alienígenas en las cercanías del planeta Mira, causando que la nave se estrelle y dejando a los supervivientes atrapados en su superficie.
Durante este suceso el módulo Lifehold (Arca de vida) de la nave se desprende y las cápsulas que contiene quedan diseminadas por el planeta con supervivientes en su interior. Estas cápsulas solo pueden abrirse manualmente desde el exterior. También se desprende el módulo residencial, una ciudad entera, que inicia un aterrizaje de emergencia en uno de los continentes del planeta. La humanidad ha establecido un asentamiento en este módulo residencial, la ciudad de Nueva Los Ángeles, donde tratan de sobrevivir en un mundo inhóspito, a la vez que recuperan a los supervivientes y al módulo Lifehold en sí.
El juego comienza cuando Elma, una miembro del cuerpo militar conocido como BLADE (Beyond the Logos Artificial Destiny Emancipator) en BLADE hay distintos grupos que se especializan en diferentes aspectos y que posteriormente el jugador podrá escoger a cual pertenecer, encuentra al protagonista (Nuestro o nuestra avatar) en una de las cápsulas de supervivencia. Cuando nuestro protagonista despierta, descubre que ha perdido la memoria, por lo cual Elma nos guía y nos ayuda a lo largo del extenso mundo de Mira, sin imaginar los grandes desafíos que les esperan en ese mundo desconocido.
Posteriormente el protagonista es reclutado por Elma como un BLADE. Así conoce a Lin, Doug, Gwin e Irina, entre otros personajes desbloqueables mediante misiones opcionales. Con el avance del juego se conoce a Lao, un Pathfinder con un triste pasado donde están involucradas su hija y esposa. También el grupo se encuentra de nuevo al grupo de alienígenas, llamados ganglion, que quieren acabar con la raza humana.